# Ньюблисс
Ньюблисс (англ. Newbliss; ирл. Cúl Darach) — деревня в Ирландии, находится в графстве Монахан (провинция Ольстер).
Железнодорожная станция Ньюблисса была открыта 14 августа 1855 года, закрыта для перевозки пассажиров 14 октября 1957 года и окончательно закрыта 1 января 1960 года.

## Демография
Население — 317 человек (по переписи 2006 года). В 2002 году население составляло 270 человек.
Данные переписи 2006 года:
| Общие демографические показатели |               |                               |                               |      |      |
| Всё население                    | Всё население | Изменения населения 2002—2006 | Изменения населения 2002—2006 | 2006 | 2006 |
| 2002                             | 2006          | чел.                          | %                             | муж. | жен. |
| 270                              | 317           | 47                            | 17,4                          | 157  | 160  |